# Jerome Bixby
Drexel Jerome Lewis Bixby, detto Jerome, noto anche con lo pseudonimo di D. B. Lewis, Harry Neal, Albert Russell, J. Russell, M. St. Vivant, Thornecliff Herrick e Alger Rome, usati per scrivere racconti western (Los Angeles, 11 gennaio 1923 – San Bernardino, 28 aprile 1998), è stato uno scrittore, curatore editoriale e sceneggiatore statunitense.

## Biografia
Conosciuto principalmente per le sue opere di fantascienza,  È famoso per il racconto It's a Good Life, dal quale è stato tratto l'episodio Un piccolo mostro della serie televisiva Ai confini della realtà incluso anche nel film ispirato alla serie.
Ha scritto quattro episodi della serie televisiva originale Star Trek: Specchio, specchio, Requiem per Matusalemme, La forza dell'odio e Con qualsiasi nome.
Insieme a Otto Klement ha scritto il racconto Fantastic Voyage da cui nel 1966 è stato tratto il film Viaggio allucinante e successivamente Isaac Asimov ne trasse una trasposizione letteraria.